# 武珣
武珣（越南语：／，1875年—？年），越南阮朝官員。

## 生平
武珣是海陽省平江府能安縣玉局總良玉社（今屬海陽省平江縣叔沆社良玉村）人，嗣德二十八年（1875年）出生。成泰十二年（1900年），武珣參加河南場鄉試，考中解元。次年（1901年），庭試考中副榜。後歷任青河知縣、諒江、建昌知府、宣光、福安、太平按察使、太平布政使、高平巡撫。